# Valeri Salov

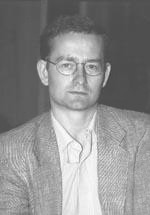
Valeri Salov

Valeri Borisovitsj Salov (Russisch: Валерий Борисович Салов) (Wrocław, 26 mei 1964) is een Russische schaker. In 1984 werd hij Internationaal Meester (IM) en in 1986 FIDE grootmeester (GM). In 1995 stond hij op de derde plaats van de FIDE-wereldranglijst.

## Schaakcarrière
In 1980 was Salov wereldkampioen van de jeugd tot zestien jaar en in 1984 was hij juniorenkampioen van Europa. In 1991 verhuisde hij naar Spanje. In 1987 werd hij samen met Oleksandr Beljavsky kampioen van de Sovjet-Unie, maar verloor de tiebreak van Beljavski (+0 =2 −2). In 1988 werd hij op het kampioenschap van de Sovjet-Unie gedeeld derde USSR met Artur Yusupov, achter Anatoli Karpov en Garri Kasparov.

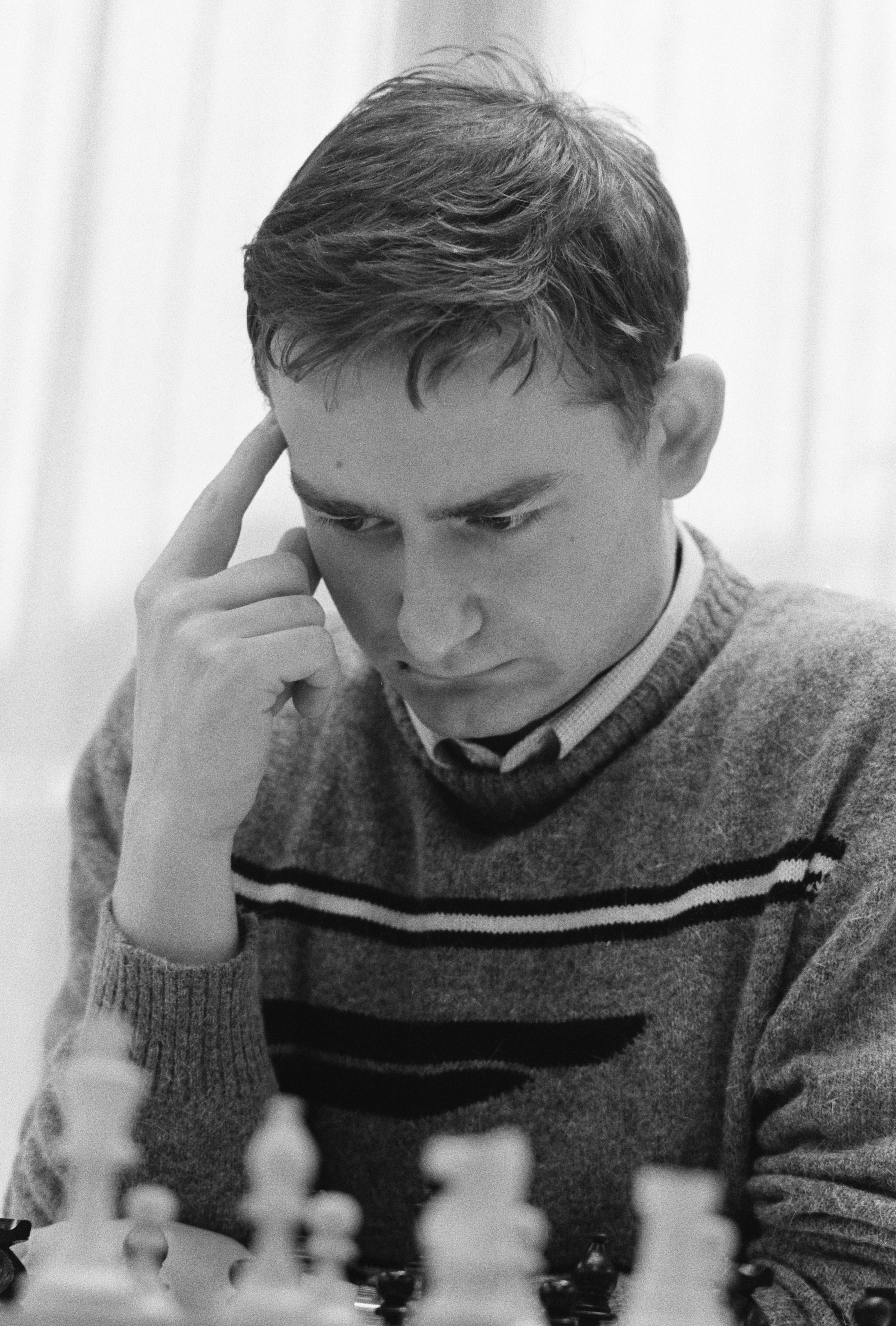
Valeri Salov in 1989

Twee keer kwalificeerde hij zich voor het kandidatentoernooi voor het Wereldkampioenschap schaken. In het kandidatentoernooi van 1988 voor het wereldkampioenschap van 1990 werd hij in de eerste matchronde verslagen door Jan Timman (+0 =5 −1). In het kandidatentoernooi voor het FIDE-wereldkampioenschap van 1996 won hij zijn eerste twee matches tegen Aleksandr Chalifman (+4 =2 −0) en Jan Timman (+2 =5 −1) waarmee hij de kwartfinales bereikte, waar hij werd verslagen door Gata Kamsky (+0 =3 −4).
In 1994 eindigde hij als eerste in het Interpolistoernooi te Tilburg. In datzelfde jaar won hij het toernooi vanwege de 60e verjaardag van Lev Poloegajevski te Buenos Aires, waarbij zowel met wit als met zwart won van Anatoli Karpov.
In 1992 en 1997 was hij winnaar van het Hoogovenstoernooi te Wijk aan Zee.
Als inwoner van Spanje werd hij in 1997 gedeeld 3e–5e op het categorie 19 Dos Hermanas International toernooi.
Sinds januari 2000 heeft hij niet meer in toernooien met een FIDE-rating gespeeld.

## Activiteiten vanaf zijn terugtrekking uit de schaaksport
In 2009 gaf Salov lezingen aan de Tsjigorin schaakclub in Sint-Petersburg, waarin hij vanuit de rol van op dat moment een "outsider" kritiek gaf op het voorafgaande decennium in de schaaksport. Met name besprak hij de problemen die werden veroorzaakt bij de toenemende rol van de schaakcomputer bij voorbereiding op de opening en het vooruitzicht om deze problemen aan te pakken door een verschuiving van het traditionele schaken naar Fischer Random Chess (ook Schaak 960 of Chess960 genoemd). Ook sprak hij zich uit over diverse gebeurtenissen in de Russische politiek.
In mei 2015 gaf hij een lang interview met Chess-News (inmiddels uitsluitend verkrijgbaar in het Russisch), waarin hij zich onder meer uitliet over hoe hij werd gedwongen afscheid te nemen van het competitieve schaken via het uitblijven van invitaties, over dat de Kasparov–Karpov matches een kabbalistisch "ritueel" van vrijmetselarij waren,
over het verband tussen de Kasparov–Anand match in het World Trade Center in de Verenigde Staten en de terroristische aanslagen van 11 september 2001, en diverse andere theorieën. 

Later ging hij zich aan universiteiten nabij Madrid bezighouden met politieke economie.

## Partij
In 1995 speelde Salov een partij tegen Illescas te Cordoba in de Engelse opening (Eco-code A 14) die hij in vijftien zetten won:
1.c4 e5 2.Pc3 Pf6 3.Pf3 Pc6 4.d4 exd4 5.Pxd4 Lb4 6.Lg5 h6 7.Lh4 Pe5 8.Db3 Lc5 9.0-0-0 Pg6 10.Lg3 0-0 11.e3 Ph5 12.Pe4 Pxg3 13.hxg3 Lxd4 14.Txd4 d6 15.c5

## Schaakteams
Salov won 1989 in Haifa (Israël) met het team van de Sovjet-Unie de Europese kampioenschappen voor landenteams en behaalde daarbij een individuele zilveren medaille voor zijn resultaat aan het eerste bord.

In de jaren 80 speelde Salov bij de Moskouse vereniging Burevestnik, waarmee hij in 1984 de finale van de European Club Cup bereikte. In de jaren 90 speelde hij bij Lyon-Oyonnax, waarmee hij in 1993 de European Club Cup won.

## Externe koppelingen
- (en)   Informatie over schaakpartijen van Valeri Salov op ChessGames.com
- (en)   Informatie over schaakpartijen van Valeri Salov op 365chess.com
- (en)  FIDE-ratinggegevens voor Valeri Salov